# Comuna Kalcenkî, Bilopillea
Kalcenkî (în ucraineană Кальченки) este o comună în raionul Bilopillea, regiunea Sumî, Ucraina, formată din satele Cervone, Kalcenkî (reședința), Krîjîk și Voronîne.

## Demografie
Componența lingvistică a comunei Kalcenkî
     Ucraineană (95,4%)
     Rusă (3,48%)
     Alte limbi (0,12%)
Conform recensământului din 2001, majoritatea populației comunei Kalcenkî era vorbitoare de ucraineană (95,4%), existând în minoritate și vorbitori de rusă (3,48%).